# الحامة (الجريد)
الحامة أو الحمه وتعرف أيضا بحامة الجريد وحامة توزر وهي إحدى قرى ولاية توزر بالجنوب الغربي التونسي. وتقع على بعد 9 كلم شمال مركز الولاية على الطريق المؤدية إلى قفصة.
1. ↑  "المناطق الترابية (العمادات) حسب الولايات والمعتمديات". اطلع عليه بتاريخ 2024-11-30.
2. ↑  . المعهد الوطني للإحصاء https://web.archive.org/web/20180128184626/http://census.ins.tn/sites/default/files/vol%201%20rgph%202014%20site%20%281%29.pdf. مؤرشف من الأصل (PDF) في 2018-01-28. اطلع عليه بتاريخ 2016-09-06. {{استشهاد ويب}}: |archive-url= بحاجة لعنوان (مساعدة) والوسيط |title= غير موجود أو فارغ (من ويكي بيانات) (مساعدة)